# Salmonier River (Burin-Halbinsel)
Der Salmonier River ist ein etwa 22 km langer Fluss auf der Burin-Halbinsel auf der zur kanadischen Provinz Neufundland und Labrador gehörenden Insel Neufundland.

## Flusslauf
Der Salmonier River verläuft unweit der Spitze der Burin-Halbinsel. Seinen Ursprung bildet ein kleiner namenloser See, 10 km südsüdöstlich der Gemeinde Grand Bank. Von dort fließt er in südsüdwestlicher Richtung zur Südküste der Halbinsel, wo er schließlich 2,5 km östlich der Gemeinde Lamaline in den Atlantik mündet. An seinem Flusslauf befinden sich die Seen Flahertys Pond und Salmonier Pond. Die Route 220 überquert den Fluss unmittelbar oberhalb dessen Mündung.

## Hydrologie
Der Salmonier River entwässert ein Areal von 115 km². Der mittlere Abfluss beträgt 4,91 m³/s. Im April führt der Fluss gewöhnlich die größte Wassermenge mit im Mittel 7,95 m³/s.

## Flussfauna
Der Bestand des Atlantischen Lachses im Salmonier River gilt laut NASCO als „gefährdet“.